# Compostela
|  | Per a altres significats, vegeu «Sociedad Deportiva Compostela». |

Compostela és un municipi a l'estat de Nayarit. Compostela és el cap de municipi i principal centre de població d'aquesta municipalitat. Aquest municipi és a la part sud de l'estat de Nayarit. Limita al nord amb els municipis de Xalisco, al sud amb estat de Jalisco, a l'oest amb Oceà Pacífic i a l'est amb Santa María del Oro.